# Amtsgericht Roßla

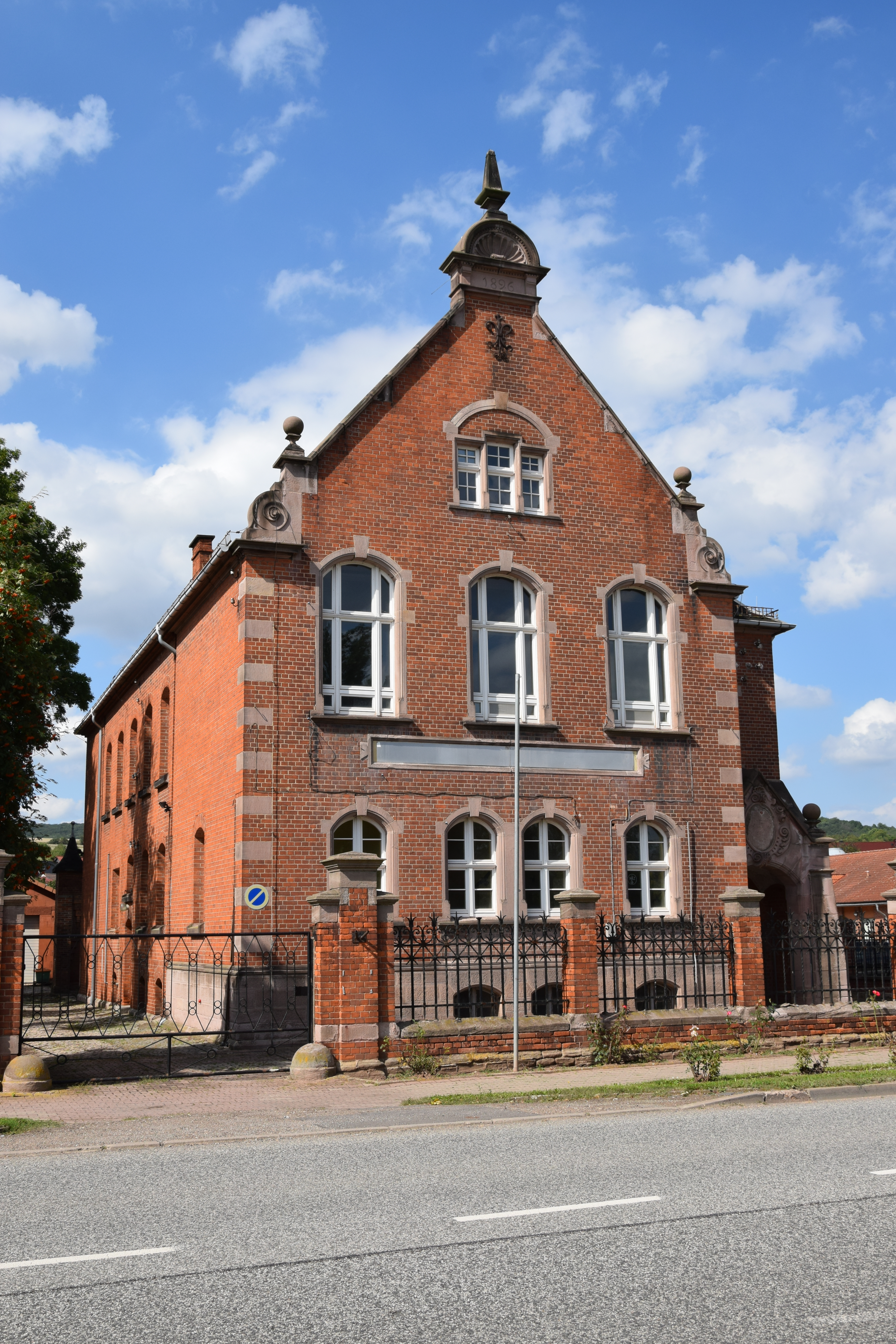
Ehemaliges Gerichtsgebäude (2017)

Das Amtsgericht Roßla war ein Gericht der ordentlichen Gerichtsbarkeit in Roßla.

## Geschichte
Von 1849 bis 1879 bestand in Roßla die Gerichtskommission Roßla des Kreisgerichtes Sangerhausen. Im Rahmen der Reichsjustizgesetze wurden reichsweit einheitlich Oberlandes-, Land- und Amtsgerichte gebildet. Das königlich preußische Amtsgericht Roßla wurde mit Wirkung zum 1. Oktober 1879 als eines von 14 Amtsgerichten im Bezirk des Landgerichtes Nordhausen im Bezirk des Oberlandesgerichtes Naumburg gebildet. Der Sitz des Gerichtes war die Stadt Roßla. Sein Gerichtsbezirk umfasste aus dem Landkreis Sangerhausen die Amtsbezirke Agnesdorf, Dietersdorf, Roßla, Schloss Roßla, Questenberg und Wickerode, aus dem Amtsbezirk Tilleda den Gemeindebezirk Bennungen und den Gutsbezirk gräfliche Domäne Bennungen sowie aus dem Amtsbezirk Uftrungen den Gemeindebezirk Breitungen und den gräflichen Gutsbezirk Breitungen. 
Am Gericht bestand 1880 eine Richterstelle. Das Amtsgericht war damit ein kleines Amtsgericht im Landgerichtsbezirk.
Im Jahre 1945 wurden das Amtsgericht Roßla aufgehoben und sein Sprengel dem Amtsgericht Sangerhausen zugeordnet.

## Gerichtsgebäude
Das ehemalige Gerichtsgebäude (Hallesche Straße 38) steht unter Denkmalschutz.